# Gastrotheca guentheri
Gastrotheca guentheri es una especie de anfibios de la familia Amphignathodontidae.
Habita en Colombia y Ecuador.
Su hábitat natural incluye bosques bajos y secos, montanos tropicales o subtropicales secos y ríos.
Está amenazada de extinción por la pérdida de su hábitat natural.
Se trata de la única rana con dientes verdaderos en su mandíbula inferior. Estudios recientes sugieren que sus dientes serían fruto de una re-evolución puesto que han estado ausentes durante 200 millones de años. Esto desafiaría la ley de Dollo [1]. Según John Wiens, el autor del artículo anteriormente referido, la re-evolución de los dientes en la mandíbula inferior ha debido ser sencilla puesto que la mayoría de las ranas presentan dientes en su mandíbula superior desde hace más de 200 millones de años [2].